# Ejido Yucatán
Ejido Yucatán är en ort i Mexiko.   Den ligger i kommunen Mexicali och delstaten Baja California, i den nordvästra delen av landet, 2 200 km nordväst om huvudstaden Mexico City. Ejido Yucatán ligger 16 meter över havet och antalet invånare är 1 628.
Terrängen runt Ejido Yucatán är mycket platt. Runt Ejido Yucatán är det ganska tätbefolkat, med 58 invånare per kvadratkilometer. Närmaste större samhälle är Tecolots, 11,1 km öster om Ejido Yucatán. Trakten runt Ejido Yucatán består till största delen av jordbruksmark.